# Ontem Havia Coisas Estranhas no Céu
Ontem Havia Coisas Estranhas no Céu é um filme de drama e ficção científica brasileiro de 2020 dirigido por Bruno Risas a partir de um roteiro dele mesmo, Maria Clara Escobar, Viviane Machado e Julius Marcondes. O filme é uma mistura de documentário e ficção e mostra o cotidiano da vida da própria família do diretor.

## Sinopse
Uma família vive em crise após o pai ficar desempregado e eles serem obrigados a se mudar para o interior de São Paulo para morar em uma velha casa. Em meio a diversas brigas, problemas financeiros e o adoecimento da avó, eles vão seguindo em frente e tentando lidar com as dificuldades da vida. Um certo dia, a mãe é abduzida por um objeto estranho no céu. Entretanto, eles seguem a vida como se nada tivesse acontecido.

## Elenco
- Viviane Machado
- Julius Marcondes
- Iza Machado
- Geny Rodrigues
- Bruno Risas
- Flora Dias

## Produção
Esse é o primeiro trabalho na direção de um longa-metragem de Bruno Risas, anteriormente ele havia trabalhado como diretor de fotografia de outras produções. A proposta do filme surgiu em 2010, quando ele havia filmado algumas situações de sua família. Nesse tempo, seu pai havia ficado desempregado e ele e sua família se mudaram para uma cidade no interior de São Paulo.
De início, sua família recepcionou com estranheza a proposta de se fazer um filme contando a história deles. A produção do filme ocorreu ao longo de nove anos.

## Lançamento
Estreou mundialmente em 2019 no Torino Film Festival, na Itália, e em seguida percorreu por diversos festivais ao redor do mundo. O filme foi exibido e premiado no festival Cinéma du Réel, na França. Em 15 de outubro de 2020 o filme foi lançado na plataforma de streaming Netflix.

## Recepção

### Crítica
Bárbara Demerov, em sua crítica para o AdoroCinema, avaliou o filme com 3 de 5 estrelas, o que o classifica como "Legal". Ela escreveu que "Ontem Havia Coisas Estranhas no Céu é um interessante exercício de observação e até mesmo de transformação, visto que o cinema, aqui, mostra-se uma poderosa ferramenta de comunicação familiar."

### Prêmios e indicações
| Ano  | Associações                         | Categoria                         | Recipiente(s) | Resultado |
| ---- | ----------------------------------- | --------------------------------- | ------------- | --------- |
| 2020 | Festival Cinéma du Réel             | Melhor Filme (competição oficial) | Bruno Risas   | Indicado  |
| 2020 | Festival Cinéma du Réel             | Loridan-Ivens / CNAP Award        | Bruno Risas   | Venceu    |
| 2021 | Prêmio Guarani de Cinema Brasileiro | Melhor Revelação Masculina        | Bruno Risas   | Indicado  |

[carece de fontes?]